# 타마고 프로덕션의 음반
이 문서는 타마고프로덕션에서 발매한 음반 목록이다.

## 2020년대
- 2023년 10월 18일 QWER - [THE 1st SINGLE ALBUM] Harmony from Discord
- 2023년 12월 12일 QWER - [DIGITAL SINGLE] Discord (TAK Remix)
- 2024년 4월 1일 QWER - [THE 1st MINI ALBUM] MANITO